# Свешников, Игорь Кириллович
И́горь Кири́ллович Све́шников (19 октября 1915, Киев, Российская империя — 20 августа 1995, Дубно, Ровенская область, Украина; похоронен в селе Ивано-Франково под Львовом) — советский и украинский археолог, доктор исторических наук, почётный академик Краковской академии наук.

## Биография
Родился в дворянской семье от брака Кирилла Петровича Свешникова и Надежды Николаевны, в девичестве — Радченко. В 1921 году, во время Гражданской войныю, семья из Киева переехала в село Хотин (в те годы — Дубенский повят, Волынское воеводство, Польша, ныне — Ровенская область, Украина). Детские годы Игорь Свешников провёл в селе Хотин, недалеко от места, где в 1651 году состоялась битва под Берестечком; до 1930-х семья также проживала в городе Дубно.
В 1937—1939 гг. участвовал в своих первых археологических раскопках. С 1959 года работал в отделе археологии Института общественных наук (Львов), с которым была связана его основная научная деятельность.
Игорь Кириллович Свешников более 20 лет проводил археологические раскопки на месте Берестецкой битвы. Свои результаты раскопок он описал в монографии «Битва под Берестечком» (1993). Исследовал летописный Звенигород возле Львова, где им были обнаружены первые на Украине берестяные грамоты. Благодаря этой находке Свешникову впервые удалось доказать, что распространение культуры берестяных грамот не ограничивалось землями Северо-Восточной Руси.
Свешников исследовал памятники эпохи бронзы в с. Городок, Здовбица, Озлиев, Костянец Ровенской области, курган тшинецко-комаровской культуры и гробницу культуры шаровидных амфор в с. Иванна, могильник липицкой культуры Болотня и вельбарской культуры в с. Дитиничи Дубенского района Ровенской области, остатки позднефеодального замчища первой половины XVII века в с. Голосковичи Львовской области,занимался раскопками в Котовано.
Является автором монографий о культуре шнуровой керамики и шаровидных амфор, путеводителя по заповеднику «Казацкие могилы», многочисленных публикаций в научных журналах и в прессе.
И. К. Свешников — почётный член Ровенского краеведческого общества Всеукраинского союза краеведов. Незадолго до его смерти Краковская академия наук (Польша) приняла его в академики.

## Комментарии
1. ↑  С начала 1990-х — Институт украиноведения имени Крипьякевича
2. ↑  Национальный историко-мемориальный заповедник «Поле Берестецкой битвы»